# Constant Janssen
Jan Constant Janssen (Vlimmeren, 18 september 1895 - Antwerpen, 15 april 1970), was een Belgisch arts en vader van Paul Janssen.

## Biografie
Hij was het derde kind van de vier in het gezin van Adriaan Victor Janssen (1854-1942) en Anna Catharina Eelen (1855-1929). Als kind groeide hij op in Rijkevorsel, Oude Baan. Voor zijn middelbaar onderwijs liep hij school te Hoogstraten en vervolgde zijn studies geneeskunde aan de Katholieke Universiteit Leuven en de Rijksuniversiteit Gent.
Hij trouwde op 16 april 1925 met Margriet Fleerackers (Turnhout, 5 januari 1897 - Vosselaar, 23 september 1973) en samen hadden ze vier kinderen. Vooral de zoon Paul Janssen is bekend, omdat hij een succesvol wetenschapper werd. 
Hij was actief als huisarts in Turnhout, maar bouwde daarnaast ook een eigen onderneming uit. In 1921 ontmoette hij Ladislas Richter in Wenen.  Ladislas was de zoon van Gedeon Richter, de eigenaar van het gelijknamige farmaceutische bedrijf in Boedapest. Hierdoor kon hij in 1933 het recht verwerven om de producten van Richter in te voeren en te verhandelen in België, Nederland en Belgisch-Congo. Hiervoor richtte hij op 23 oktober 1934 de firma N.V. Produkten Richter op te Turnhout. 
Zijn firma groeide zo snel, dat hij in 1937 een oude fabriek, gelegen in de Statiestraat 78 in Turnhout, opkocht.In 1938 stopte hij met zijn praktijk als huisarts om zich volledig te concentreren op de zaak. Zijn vrouw hielp hem hierbij met de administratie en stond in voor de kwaliteitscontrole.
Zijn zoon Paul Janssen ontwikkelde nog tijdens zijn studies voor arts een eerste geneesmiddel, Perdolan, en besloot na zijn studies een eigen researchlaboratorium op te zetten binnen de firma van zijn vader. Daaruit ontstond enkele jaren later, na de verhuizing in 1957 naar Beerse, Janssen Pharmaceutica. Na de Tweede Wereldoorlog veranderde Constant de naam van zijn bedrijf eerst in Eupharma en in 1956 in N.V. Laboratoria Pharmaceutica Dr. C. Janssen. In de laatste jaren van zijn leven was Constant nog actief in een nieuw bedrijf, N.V. Bercot Cosmetica, dat zich toelegde op de verkoop van huidverzorgings- en zelfzorgpreparaten. Hij bleef voorzitter van de Raad van Bestuur van dit bedrijf tot aan zijn dood in april 1970.